# هاتیالدنیا
هاتیالدنیا (به لاتین: Hatiyaldeniya) یک منطقهٔ مسکونی در سری‌لانکا است که در استان مرکزی (سری‌لانکا) واقع شده‌است.